# Kill Time
Kill Time (Mandarim: 谋杀似水年华) é um filme chinês de suspense, dos gênero romance e crime, dirigido por Fruit Chan. Foi programado em Hong Kong, sendo mais tarde lançado na China, em 14 de fevereiro de 2016, distribuido pela Wuzhou Film e Wanda Pictures.

## Elenco
- Angelababy[2]
- Ethan Juan[2]
- Zhang Juck[2]
- Rayza[2]
- Hao Lei[2]
- Huang Jue[2]
- Yin Zhusheng[2]
- Pan Hong[2]
- Kou Zhenhai[2]
- Lam Suet[2]
- Song Ning[2]

## Orçamento
O filme teve um total de 13 milhões de dólar na China